# 井伊直憲
井伊 直憲（いい なおのり、嘉永元年4月20日〈1848年5月22日〉- 明治35年〈1902年〉1月9日）は、江戸時代末期の大名、明治時代の日本の政治家、華族。位階勲等爵位は正二位勲一等伯爵。
安政の大獄で有名な大老・井伊直弼の二男で、近江彦根藩第17代（最後）藩主、同藩初代（最後）知藩事、貴族院伯爵議員などを歴任。
号は稲香軒。最初の妻は有栖川宮幟仁親王の王女・宜子女王。2番目の妻は鍋島直紀の娘。子は井伊直忠（二男）。孫に昭和28年（1953年）から36年間にわたって彦根市長を務めた井伊直愛がいる。

## 経歴
父・直弼が実兄（直憲の伯父）直亮の世子だった時代に生まれる。母は側室の西村氏・里和。幼名は愛麿。実質的な長男（兄は生後間もなく夭逝）であったが、側室の子でもあり、直弼の生前に嫡子としての届け出はなされていなかった。
安政7年（1860年）3月3日の桜田門外の変で直弼が暗殺された後、彦根藩は幕閣の政治的配慮により取り潰しを免れ、万延元年（安政から改元）4月28日に13歳（数え年）で家督を相続した（直弼の死はただちに知れ渡っていたが、藩は形の上で直弼の存命を装い、跡目相続の手続きを認められた）。大老として辣腕を振るった父とは対照的に地味な性格だった。同年8月26日、従四位下に叙位。左近衛権少将に任官し、掃部頭を兼任する。
文久2年（1862年）11月20日、松平春嶽らによる幕政改革（文久の改革）において、父・直弼の専横・圧政を糾弾され、20万石へ減封された。これに先立ち、家老・岡本半介の進言を受け入れて、父の腹心であった長野主膳と宇津木景福を処刑しているが、処分は緩和されず、譜代筆頭でありながら幕府との関係は険悪化する。それでも天誅組が挙兵した時は幕命により出兵し、鎮圧に貢献した。
元治元年（1864年）4月18日、左近衛権中将に転任。掃部頭如元。池田屋事件や禁門の変での功により同年8月22日、旧領のうち3万石を回復する。
慶応2年（1866年）、第二次長州征討では高田藩兵とともに彦根藩兵が芸州口の先鋒となったが、大村益次郎の訓練を受けた長州藩諸隊の散兵戦術に旧式の装備・戦法で臨んだため、大敗を喫する。以後、藩内では谷鉄臣や大東義徹ら勤王派が台頭し、徳川慶喜に近い岡本半介の影響力が低下する。

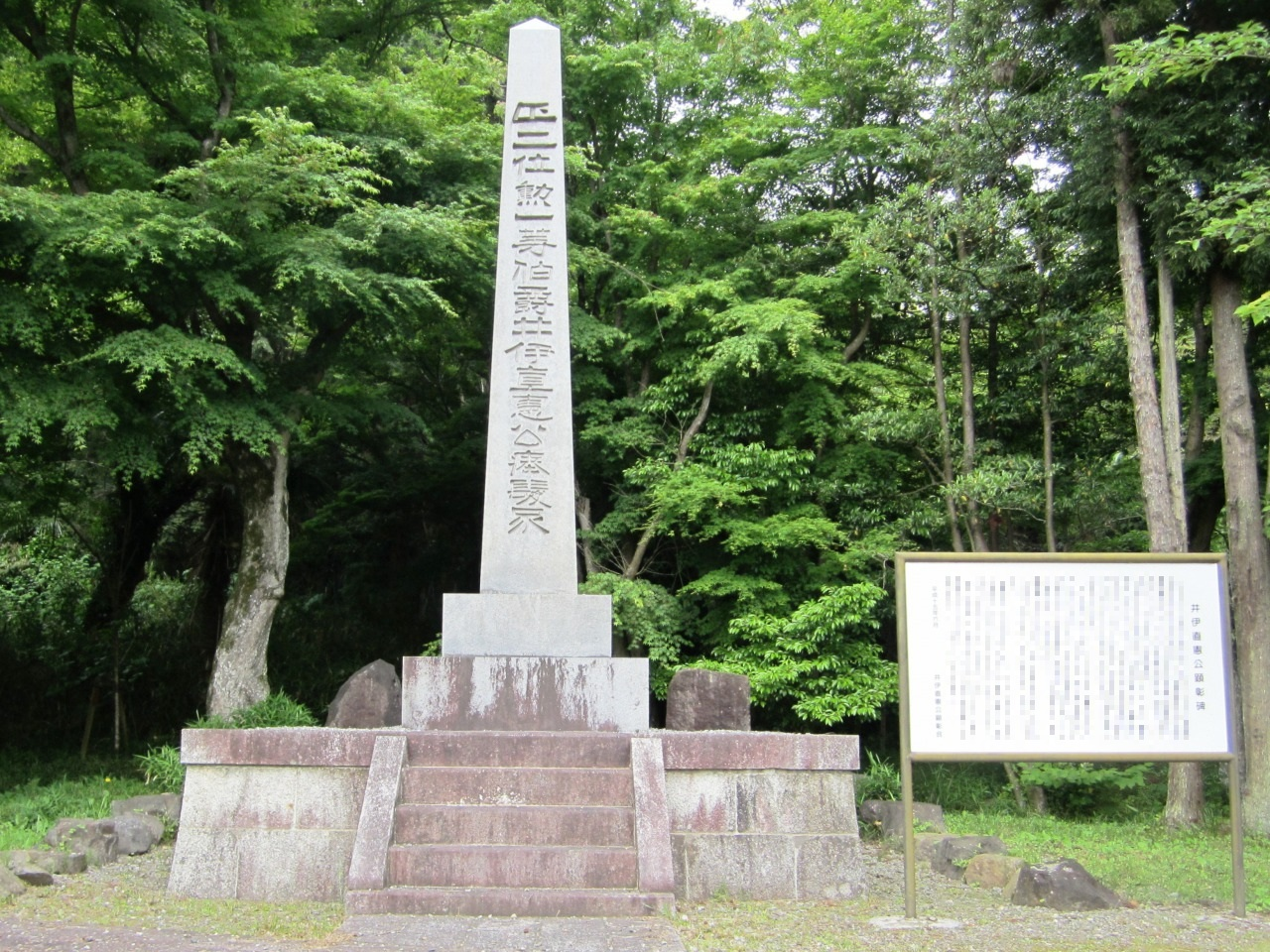
井伊直憲遺髪塚（滋賀県彦根市井伊神社前）

慶応4年（1868年）、戊辰戦争では前哨戦となる鳥羽・伏見の戦いで、谷鉄臣らの藩兵が最初から新政府軍に属して東寺や大津を固めた。その後、東山道鎮撫総督に属し、近藤勇を捕縛するなどの功を挙げたが、小山の戦闘では大鳥圭介らの旧幕府軍に撃破される。彦根藩軍はその後、白河口から会津に転戦する。
明治2年（1869年）6月、戊辰戦功により賞典禄2万石を付与された。谷や大東、西村捨三ら下級武士出身者主導の藩政改革を承認し、人材登用を推進する。同年7月8日、彦根藩知事となる。
明治4年（1871年）、アメリカおよびイギリスに遊学する。随員に、専修大学の創設者となった相馬永胤がいる。ちなみに、中央大学の創設者である増島六一郎も彦根藩の出身である。同年7月14日、廃藩により知事を免ぜられる。
明治10年（1887年）、彦根の小学校の授業参観をしたことが契機となり、小学校10校に各300円を寄付した。また、旧藩校が「彦根学校」として発展するに当たり建築費や教育費を補助した。彦根学校は、現在の滋賀県立彦根東高等学校の母体となった。
明治17年（1884年）7月7日、華族令により、伯爵に列せられた。貴族院の伯爵議員に当選して務めた。

## 栄典
- 1884年（明治17年）7月7日 - 伯爵[6]
- 1885年（明治18年）7月13日 - 勲三等旭日中綬章[7]
- 1887年（明治20年）
  - 9月21日 - 従三位[8]
  - 9月29日 - 金製黄綬褒章[9]
- 1889年（明治22年）11月29日 - 大日本帝国憲法発布記念章[10]
- 1897年（明治30年）6月30日 - 勲二等旭日重光章[11]

## 家族
- 父：井伊直弼
- 母：里和（西村本慶の娘）
- 正室：井伊宜子（有栖川宮幟仁親王の第三王女）
  - 長男：井伊弘太郎 − 夭折
  - 次男：井伊直忠（1881−1947）
- 継室：鍋島常子（鍋島直紀の娘）